# Seznam medailistů na mistrovství světa juniorů ve sportovním lezení
Seznam medailistů na mistrovství světa juniorů ve sportovním lezení

## Kategorie
- Junioři a Juniorky (18 - 19 let)
- chlapci a dívky kategorie A (16 - 17 let)
- chlapci a dívky kategorie B (14 - 15 let)

## Výsledky juniorů a juniorek

### Obtížnost J
| rok  | zlato                                      | stříbro                            | bronz                                     | další pořadí                                         | finále | semi  | počet |
| ---- | ------------------------------------------ | ---------------------------------- | ----------------------------------------- | ---------------------------------------------------- | ------ | ----- | ----- |
| 1992 | Pavel Samojlin Muriel Sarkany              | Faycal Natech Natasa Stritih       | Elie Chevieux Ian Vickers Catherine Musso | 10. Radek Ullmann —                                  |        |       | 46 9  |
| 1994 | Fabien Mazuer François Petit Marie Guillet | — Irina Zaytseva                   | Pascal Gisler Larissa Buronova            | 15.-16. Pavel Rýva 8.-9. Romana Karešová             |        |       | 33 16 |
| 1995 | Frederic Sarkany Liv Sansoz                | Christian Bindhammer Marie Guillet | Kalin Garbov Martina Čufar                | —                                                    |        |       | 41 16 |
| 1996 |                                            |                                    |                                           |                                                      |        |       |       |
| 1997 | Maksym Petrenko Bettina Schöpf             | Sylvain Millet Taťjana Rujgová     | Thomas Feuerstein Natalia Nesterova       | 12. Daniel Kadlec 14. Lucie Potěšilová               |        |       | 55 23 |
| 1998 | Yves Hasbani Bettina Schöpf                | Jérôme Meyer Katarina Stremfelj    | David Gisler Iva Hartmann                 | 15. Daniel Kadlec —                                  |        |       | 34 19 |
| 1999 | Flavio Crespi Delphine Martin              | Yves Hasbani Eva Tusar             | Patxi Usobiaga Lakunza Alexandra Eyer     | 31. Ondřej Marčík —                                  |        |       | 54 28 |
| 2000 | Pablo Barbero Alfonso Barbara Bacher       | Michail Šalagin Nastja Guzzi       | Nels Rosaasenv Jana Oman                  | 12. Jakub Hlaváček 20. Martina Kadlecová             |        |       | 62 28 |
| 2001 | Tomáš Mrázek Olga Šalagina                 | Kilian Fischhuber Emilie Pouget    | Son Sang-won Olga Jakovlevová             | 26. Jakub Hlaváček 22. Martina Kadlecová             |        |       | 49 29 |
| 2002 | Cédric Lachat Natalija Gros                | Gérome Pouvreau Emilie Pouget      | Fabien Dugit Olga Šalagina                | 34. Petr Solanský 14. Soňa Hnízdilová                |        |       | 51 33 |
| 2003 | Eduard Marin Garcia Caroline Ciavaldini    | Jorg Verhoeven Maja Vidmar         | Fabien Dugit Jenny Lavarda                | 38. Petr Caha 28. Petra Melicharová                  |        |       | 53 33 |
| 2004 | Jorg Verhoeven Caroline Ciavaldini         | Eduard Marin Garcia Florence Pinet | Dmitrij Šarafutdinov Stéphanie Crouvisier | 16. Jan Zbranek 26. Kristýna Ondrová                 |        |       | 56 35 |
| 2005 | Daniel Winkler Mina Markovič               | Nicolas Badia Florence Pinet       | Ivan Kaurov Fanny Conan                   | 5. Jan Zbranek 16. Lucie Rajfová                     |        |       | 56 44 |
| 2006 | Sean McColl Katharina Saurwein             | Thomas Neyer Anna Stöhr            | Fabien Comina Lisa Knoche                 | 32. Štěpán Stráník 21. Lucie Hrozová                 |        |       | 57 47 |
| 2007 | Sači Amma Christine Schranz                | Felix Neumärker Jana Čerešněvová   | Cukuru Hori Anne Hoarau                   | — 5. Silvie Rajfová                                  | -      | 26 25 | 50 29 |
| 2008 | Jakob Schubert Akijo Noguči                | Min Hjon-pin Juliane Wurmová       | Martin Stráník Charlotte Durif            | — 17. Silvie Rajfová                                 | 11/2 8 | 26    | 54 43 |
| 2009 | Jakob Schubert Charlotte Durif             | Gautier Supper Ana Ogrinc          | Eric Lopez Mateos Amandine Loury          | 8. Martin Stráník 42. Barbora Škorpilová             | 8      | 26    | 70 45 |
| 2010 | Thomas Tauporn Alexandra Ladurner          | Mario Lechner Manuela Sigrist      | Anton Mardashov Dinara Fachritdinovová    | 37. Stanislav Pekárek —                              |        |       | 65 37 |
| 2011 | Jure Raztresen Julia Serrière              | Edward Hamer Johanna Ernst         | Stefano Ghisolfi Sasha DiGiulian          | 35.-36. Tomáš Binter 45. Michaela Zbořilová          | 8      | 26    | 62 47 |
| 2012 | Dmitrij Fakirjanov Momoka Oda              | Domen Škofic Magdalena Röck        | Jure Raztresen Katharina Posch            | 11. Jan Jeliga 32. Eva Křížová                       |        |       | 51 46 |
| 2013 | Dmitrij Fakirjanov Magdalena Röck          | Sebastian Halenke Katharina Posch  | Domen Škofic Manon Hily                   | 26. Petr Čermák 11. Tereza Svobodová                 |        |       | 41 31 |
| 2014 | Bernhard Röck Aja Onoe                     | Loic Timmermans Jessica Pilz       | Martin Bergant Julia Chanourdie           | — 23. Tereza Svobodová                               |        |       |       |
| 2015 | Bernhard Röck Anak Verhoeven               | Jesse Grupper Jessica Pilz         | Keiičiró Korenaga Julia Chanourdie        | 33. Martin Jech 39.-41. Andrea Pokorná               |        |       |       |
| 2016 | Simon Lorenzi Margo Hayes                  | Júki Hada Hannah Schubert          | Dimitri Vogt Aika Tadžima                 | 33.-34. Zbyšek Černohous 22.-24. Veronika Scheuerová | 8      | 26    | 58 34 |
| 2017 | Jošijuki Ogata Claire Buhrfeind            | Meiči Narasaki Aika Tadžima        | Kai Lightner Heloïse Doumont              | 29.-30. Jakub Konečný 47.-48. Michaela Matúšová      | 12 8   | 27 26 | 82 59 |

### Rychlost J
| rok  | zlato                                   | stříbro                               | bronz                                     | další pořadí                           | finále | semi | počet |
| ---- | --------------------------------------- | ------------------------------------- | ----------------------------------------- | -------------------------------------- | ------ | ---- | ----- |
| 1995 | C. Ciudad Olga Bibiková                 | neznámá vlajka · neznámá vlajka       | neznámá vlajka · neznámá vlajka           |                                        |        |      |       |
| 1996 |                                         |                                       |                                           |                                        |        |      |       |
| 2001 | Maxim Stěnkovyj Olga Šalagina           | Daniil Kozmine Olga Ochtchepkova      | Oleksandr Salimov Olesya Saulevich        | 21. Slávek Hrkal 12. Martina Kadlecová |        |      | 24 16 |
| 2002 | Sergej Sinicyn Olga Ochtchepkova        | Oleksandr Salimov Olga Šalagina       | Dmytro Babich Anna Stenkovaja             | —                                      |        |      | 16    |
| 2005 | Jevgenij Vajcechovskij Olga Bežko       | Alexander Kosterin Yana Malkova       | Eduard Ismagilov Anna Galljamovová        | 9. Libor Hroza —                       |        |      | 32 24 |
| 2006 | Sean McColl Olga Bežko                  | Anatoly Skripov Anna Stöhr            | Eduard Ismagilov Yana Malkova             | 9. Libor Hroza 8. Eliška Karešová      |        |      | 34 35 |
| 2007 | Maksym Osypov Rosmery Da Silva          | Egor Skachkov Jana Čerešněvová        | Sergej Kokorin Anne Hoarau                | — 7. Lucie Hrozová                     | 8/4    | 16   | 39 25 |
| 2008 | Sergej Abdrachmanov Julija Levočkinová  | Maksym Osypov Alina Gajdamakinová     | Čung Čchi-sin Kseniya Polekhina           | — 19. Tereza Čermáková                 | 8/4    | 16   | 33 34 |
| 2009 | Sergej Abdrachmanov Alina Gajdamakinová | Josmar Nieves Oleksandra Bud Gusaim   | Stanislav Kokorin Anastasiya Savisko      | 11. Martin Šifra —                     | 8/4    | 16   | 44 27 |
| 2010 | Sayat Bokanov Klaudia Buczek            | Bogdan Posmashnyy Anastasia Ermolaeva | Arman Ter-Minasyan Dinara Usmanova        | 29. Stanislav Pekárek —                |        |      | 41 24 |
| 2011 | Danijil Boldyrev Anna Cyganovová        | Marcin Dzieński Stefanie Pichler      | Sergiy Barkovskyy Margot Heitz            | —                                      |        |      | 28 21 |
| 2012 | Nikita Suyushkin Anouck Jaubert         | Dmitrij Timofejev Esther Bruckner     | Konstantin Payl Julija Kaplinová          | 31. Jan Jeliga 13. Eva Křížová         |        |      | 35 20 |
| 2013 | Nikita Suyushkin Aleksandra Rudzińska   | Artem Savelyev Anouck Jaubert         | Sergei Luzhetskii Svetlana Okolnichnikova | —                                      |        |      | 21 14 |
| 2014 | Jan Kříž Svetlana Motovilova            | Sergei Luzhetskii Andrea Rojas        | Alessandro Santoni Alexandra Elmer        | —                                      |        |      |       |
| 2015 | Georgy Artamonov Patrycja Chudziak      | John Brosler Yana Lugovenko           | Maksim Diachkov Jelena Markuševa          | 6. Jan Kříž 27. Andrea Pokorná         |        |      |       |
| 2016 | Ludovico Fossali Darja Kanová           | Pierre Rebreyend Patrycja Chudziak    | Alexandr Šikov Assel Marlenova            | —                                      | 8/4    | 16   | 63 40 |
| 2017 | Carlos Granja Darja Kanová              | I Sung-bom Elizaveta Ivanova          | Michael Finn-Henry Ekaterina Barashchuk   | 31. Pavel Krutil 31. Sára Urbanová     | 8/4    | 16   | 72 51 |

### Bouldering J
| rok  | zlato                           | stříbro                      | bronz                          | další pořadí                                 | finále | semi | počet |
| ---- | ------------------------------- | ---------------------------- | ------------------------------ | -------------------------------------------- | ------ | ---- | ----- |
| 2015 | Čchon Čong-won Staša Gejo       | Nicolas Pelorson Miho Nonaka | Anže Peharc Jessica Pilz       | 57. Štěpán Volf 44.-45. Andrea Pokorná       |        |      |       |
| 2016 | Borna Čujić Margo Hayes         | Baptiste Ometz Tara Hayes    | William Bosi Franziska Sterrer | — 29. Veronika Scheuerová                    | 7 6    | 20   | 48 23 |
| 2017 | Jošijuki Ogata Claire Buhrfeind | Meiči Narasaki Maya Madere   | Jan-Luca Posch Johanna Holfeld | 49.-50. Ondřej Bína 51.-53. Anna Šebestíková | 7 6    | 20   | 87 55 |

## Výsledky chlapců a dívek v kategorii A

### Obtížnost A
| rok  | zlato                              | stříbro                                                      | bronz                                     | další pořadí                                  | finále | semi  | počet   |
| ---- | ---------------------------------- | ------------------------------------------------------------ | ----------------------------------------- | --------------------------------------------- | ------ | ----- | ------- |
| 1992 | François Petit Olga Bibiková       | Fabien Mazuer Marie Guillet                                  | Antoine Pecher Nataliy Pashennik          | —                                             |        |       | 38 10   |
| 1994 | David Carretero Perez Liv Sansoz   | Anthony Lamiche Robert Mate Maxim Petrenko Maja Piratinskaja | - Irina Rouiga                            | 17. Miloslav Chaloupka 6.-9. Veronika Hunková |        |       | 42 17   |
| 1995 | Sylvain Millet Ameli Haager        | Frédéric Tuscan Taťjana Rujgová                              | Markus Bock Irina Rouiga                  | 5. Daniel Kadlec 13. Veronika Hunková         |        |       | 47 24   |
| 1997 | Julien Barbier Marharyta Usatiuk   | Yves Hasbani Shena Sturman                                   | François Auclair Beth Rodden              | 27. Ondřej Marčík —                           |        |       | 59 32   |
| 1998 | Alexander Meikl Maria Belomestnova | Peter Szczepanski Sandrine Levet                             | Michail Šalagin Julija Abramčuková        | — 10. Šárka Obadalová                         |        |       | 32 18   |
| 1999 | Tomaz Valjavec Olga Šalagina       | Michail Šalagin Sandrine Levet                               | Kilian Fischhuber Barbara Bacher          | 8. Jakub Hlaváček 31. Martina Kadlecová       |        |       | 58 35   |
| 2000 | Roman Felix Natalija Gros          | Fabien Dugit Olga Šalagina                                   | Gérome Pouvreau Barbara Schranz           | 15. Petr Solanský 30. Soňa Hnízdilová         |        |       | 60 45   |
| 2001 | Marcin Wszolek Jenny Lavarda       | Jorg Verhoeven Natalija Gros                                 | Petr Solanský Ekaterina Korolkova         | — 25.-26. Petra Melicharová                   |        |       | 61 36   |
| 2002 | Jorg Verhoeven Caroline Ciavaldini | Flavien Guerimand Angela Eiter                               | Christophe Treuilhe Stéphanie Crouvisier  | 23. Jan Zbranek 9. Lucie Rajfová              |        |       | 59 39   |
| 2003 | Sean McColl Alizée Dufraisse       | Anthony Sapey Juka Kobajašiová                               | Romain Pagnoux Angela Eiter               | 6. Jan Zbranek 11. Tereza Kysilková           |        |       | 58 52   |
| 2004 | Sean McColl Caroline Januel        | Ivan Kaurov Maud Ansade                                      | Fabien Comina Chloé Graftiaux             | 17. Jakub Volf 9. Lucie Hrozová               |        |       | 63 49   |
| 2005 | Magnus Midtboe Caroline Januel     | Felix Neumärker Jana Čerešněvová                             | Sači Amma Akijo Noguči                    | — 9. Silvie Rajfová                           |        |       | 74 49   |
| 2006 | Sači Amma Charlotte Durif          | Jakob Schubert Akijo Noguči                                  | David Lama Anne Hoarau                    | 5. Martin Stráník 15. Silvie Rajfová          |        |       | 92 63   |
| 2007 | Jakob Schubert Charlotte Durif     | Mario Lechner Marah Bragdon                                  | Thomas Tauporn Melissa Main               | 6. Martin Stráník —                           | 8 -    | 26    | 47 36   |
| 2008 | Mario Lechner Johanna Ernst        | Thomas Tauporn Katherine Choong                              | Eric Lopez Mateos Alexandra Ladurner      | 44. Lukáš Skřejpek —                          | 8      | 28 26 | 56 45   |
| 2009 | Adam Ondra Katherine Choong        | Max Rudigier Hélène Janicot                                  | Julian Bautista Julia Serrière            | 50. Stanislav Pekárek 54. Tereza Pivodová     | 8      | 26 27 | 81 69   |
| 2010 | Jure Raztresen Hélène Janicot      | Alexander Megos Katharina Posch                              | Stefano Ghisolfi Magdalena Röck           | 40.-41. Roman Kučera 41.-42. Anna Wágnerová   |        |       | 75 57   |
| 2011 | Domen Škofic Magdalena Röck        | Dmitrij Fakirjanov Momoka Oda                                | Loic Timmermans Tina Johnsen Hafsaas      | 30.-31. Petr Čermák 26. Tereza Svobodová      |        |       | 84 62   |
| 2012 | Sebastian Halenke Jessica Pilz     | Semen Chesnokov Anak Verhoeven                               | Martin Bergant Salomé Romain              | 29. Petr Čermák 11. Tereza Svobodová          |        |       | 69 49   |
| 2013 | Naoki Šimatani Jessica Pilz        | Šin'ičiró Nomura Anak Verhoeven                              | Bernhard Röck Julia Chanourdie            | 27. Martin Jech 26. Jana Vincourková          |        |       | 53 43   |
| 2014 | Hannes Puman Hannah Schubert       | Jan-Luca Posch Alina Ring                                    | Georg Parma Kajsa Rosén                   | —                                             |        |       |         |
| 2015 | Sascha Lehmann Janja Garnbret      | Stefano Carnati Margo Hayes                                  | Hugo Parmentier Aika Tadžima              | 9. Jakub Konečný 32. Veronika Šimková         |        |       |         |
| 2016 | Giorgio Bendazzoli Janja Garnbret  | Kai Lightner Mia Krampl                                      | Taito Nakagami Vita Lukan                 | 4. Jakub Konečný 20. Lenka Slezáková          | 8      | 26    | 62 51   |
| 2017 | Šúta Tanaka Ašima Širaiši          | Nathan Martin Brooke Raboutou                                | Mikel Asier Linacisoro Molina Nolwenn Arc | 62. Šimon Potůček 22.-24. Eliška Adamovská    | 8 9    | 29 26 | 121 101 |

### Rychlost A
| rok  | zlato                                   | stříbro                                      | bronz                                  | další pořadí                                 | finále | semi | počet  |
| ---- | --------------------------------------- | -------------------------------------------- | -------------------------------------- | -------------------------------------------- | ------ | ---- | ------ |
| 2001 | Johannes Lau Olga Evstigneeva           | Andrzej Mecherzynski-Wiktor Olga Losynska    | Serguei Piniguine Olga Semykina        | — 11. Petra Melicharová                      |        |      | 29 27  |
| 2002 | Denis Omeltchenko Anna Galljamovová     | Olexiy Shulga Evguenia Ogandjanian           | Dmitrij Šarafutdinov Olga Evstigneeva  | — 5. Petra Melicharová                       |        |      | 16 15  |
| 2005 | Alexey Belchikov Jana Čerešněvová       | Olexiy Zaychenko Alex Johnson                | Maksym Osypov Olena Sheremetyeva       | —                                            |        |      | 49 26  |
| 2006 | Maksym Osypov Jana Čerešněvová          | Egor Skachkov Stefanie Kofler                | Yevgen Palladiy Alex Johnson           | 26. Jan Chvála 21.-22. Anna Čermáková        |        |      | 63 44  |
| 2007 | Sergej Abdrachmanov Kseniya Polekhina   | Gonzalo Mejia Alina Gajdamakinová            | Andres Quinteros Tiffany Hensley       | 16. Martin Stráník —                         | 8/4    | 16   | 33     |
| 2008 | Josmar Nieves Dinara Fachritdinovová    | Isaac Estevez Yulia Troepolskaya             | Nic Sutton Anastasia Ermolaeva         | 26. Lukáš Skřejpek —                         | 8/4    | 16   | 48 31  |
| 2009 | Leonardo Gontero Dinara Fachritdinovová | Arman Ter-Minasyan Dinara Usmanova           | Isaac Estevez Anna Gislimberti         | 28. Stanislav Pekárek 42. Michaela Zbořilová | 8/4    | 16   | 47 44  |
| 2010 | Viacheslav Vedenchuk Anna Cyganovová    | Marcin Dzieński Esther Bruckner              | Yaroslav Gontaryk Aleksandra Rudzińska | 29. Michal Štěpánek 14. Anna Wágnerová       |        |      | 46 32  |
| 2011 | Konstantin Payl Aleksandra Rudzińska    | Artem Savelyev Esther Bruckner               | Nikita Suyushkin Anouck Jaubert        | 21. Michal Štěpánek 22. Eva Křížová          |        |      | 35 29  |
| 2012 | Ruslan Fajzullin Anna Emets             | Sergei Luzhetskii Valeria Baranova           | Georgy Artamonov Nina Lach             | 6. Jan Kříž 21. Tereza Svobodová             |        |      | 36 22  |
| 2013 | Alessandro Santoni Jelena Markuševa     | Alexandr Šikov Kayla Lieuw                   | John Brosler Kyra Condie               | 4. Jan Kříž —                                |        |      | 27 19  |
| 2014 | Alexandr Šikov Darja Kanová             | Lev Rudatskiy Anastasiia Klochkova           | Vladislav Myznikov Anastasia Manuylova | —                                            |        |      |        |
| 2015 | Kostiantyn Pavlenko Elma Fleuret        | Mehdi AliPourShenazandi Ekaterina Barashchuk | Lev Rudatskiy Elizaveta Ivanova        | 28. Pavel Krutil —                           |        |      |        |
| 2016 | Gian Luca Zodda Elizaveta Ivanova       | Sergej Rukin Elma Fleuret                    | Georgii Morozov Elisabetta Dalla Brida | —                                            |        |      | 65 53  |
| 2017 | Sergej Rukin Aleksandra Kalucka         | Georgiy Morozov YiLing Song                  | JinXin Li Polina Aksenova              | 73. Ondřej Hašek 22. Hana Křížová            | 8/4    | 16   | 110 85 |

### Bouldering A
| rok  | zlato                         | stříbro                            | bronz                          | další pořadí                                     | finále | semi  | počet  |
| ---- | ----------------------------- | ---------------------------------- | ------------------------------ | ------------------------------------------------ | ------ | ----- | ------ |
| 2015 | Jošijuki Ogata Janja Garnbret | Kai Harada Margo Hayes             | Hugo Parmentier Asja Gollo     | 50-54. Jakub Konečný 15. Veronika Šimková        | 6      | 20 23 | 94 65  |
| 2016 | Keita Dohi Janja Garnbret     | Kai Lightner Vita Lukan            | Kai Harada Maya Madere         | 19.-20. Jakub Konečný 33. Lenka Slezáková        | 6      | 20    | 51 39  |
| 2017 | Filip Schenk Ašima Širaiši    | Keita Dohi Luiza Emeleva           | Mizuki Tadžima Brooke Raboutou | 47.-52. Jakub Skočdopole 27.-28. Lenka Slezáková | 6      | 20    | 132 94 |
| 2018 | Sam Avezou Laura Rogora       | Eneko Carretero Cruz Lucka Rakovec | Nathan Martin Futaba Itó       | 53.-54. Albert Musil 21.-22. Eliška Adamovská    | 6      | 20    | 78 63  |

## Výsledky chlapců a dívek v kategorii B

### Obtížnost B
| rok  | zlato                                  | stříbro                             | bronz                               | další pořadí                                    | finále | semi  | počet |
| ---- | -------------------------------------- | ----------------------------------- | ----------------------------------- | ----------------------------------------------- | ------ | ----- | ----- |
| 1992 | Laurent Lanners Kathleen Vanbellinghen | Olaw Mainardi Lydie Tuccio          | Jimmy Dubuisson Mayya Piratinskaya  | —                                               |        |       | 18 9  |
| 1994 | Frédéric Tuscan Iva Hartmann           | Ulrich Lindenthal Ameli Haager      | David Hume Nicola Haager            | 15. Daniel Kadlec 14. Klára Hunková             |        |       | 30 22 |
| 1995 | Chris Sharma Katie Brown               | David Hume Katarina Stremfelj       | Matt Engbring Margarita Ryzhkova    | 12. Ondřej Marčík —                             |        |       | 39 26 |
| 1997 | Klemen Bečan Maria Belomestnova        | Eric Scully Sandrine Levet          | Tomaz Valjavec Marina Malamid       | 13. Jakub Hlaváček 4. Šárka Obadalová           |        |       | 37 33 |
| 1998 | Roman Felix Olga Šalagina              | Clément Chabaud Natalija Gros       | Timo Preußler Katarzyna Dlugosz     | 16.-18. Petr Solanský —                         |        |       | 35 22 |
| 1999 | Roman Felix Natalija Gros              | Adam Stack Katarzyna Dlugosz        | Remi Samynv Nadine Ruh              | 19. Petr Solanský 23. Petra Melicharová         |        |       | 45 33 |
| 2000 | Guillaume Glairon Mondet Kinga Ociepka | Ethan Pringle Emily Harrington      | Jorg Verhoeven Alexandra Balakireva | 26. Jan Zbranek 8. Lucie Rajfová                |        |       | 52 41 |
| 2001 | Guillaume Glairon Mondet Kinga Ociepka | Helmut Wörz Angela Eiter            | Jan Zbranek Katharina Saurwein      | 17.-18. Pavel Solanský 13. Lucie Rajfová        |        |       | 53 48 |
| 2002 | Gabriele Moroni Chloé Graftiaux        | Štěpán Stráník Juka Kobajašiová     | Kim Ča-pi Tori Allen                | 5. Pavel Solanský 9.-10. Tereza Kysilková       |        |       | 52 40 |
| 2003 | Fabien Comina Silvie Rajfová           | Daniel Woods Caroline Januel        | Ales Jurjec Tatiana Shelemeteva     | — 11. Lucie Hrozová                             |        |       | 50 45 |
| 2004 | David Lama Charlotte Durif             | Blagovest Lazarov Christina Schmid  | Daniel Woods Silvie Rajfová         | 4. Martin Stráník 10.-11. Anna Čermáková        |        |       | 56 48 |
| 2005 | David Lama Charlotte Durif             | Jakob Schubert Alexandra Malysheva  | Yuriy Dzyubyak Juliane Wurmová      | 6. Martin Stráník 20. Anna Čermáková            |        |       | 45 41 |
| 2006 | Eric Lopez Mateos Johanna Ernst        | Arman Ter-Minasyan Tiffany Hensley  | Mario Lechner Katie Mah             | 25. Martin Šifra 33. Monika Kuhn-Gaberová       |        |       | 64 56 |
| 2007 | Adam Ondra Johanna Ernst               | Masahiro Higuchi Alexandra Ladurner | Max Rudigier Sasha DiGiulian        | — 16. Edita Vopatová                            | 8      | 26    | 35 38 |
| 2008 | Adam Ondra Momoka Oda                  | Max Rudigier Berit Schwaiger        | Julian Bautista Hélène Janicot      | — 24. Edita Vopatová                            | 8 9    | 26    | 44 41 |
| 2009 | Sebastian Halenke Katharina Posch      | Domen Škofic Laura Michelard        | Samuel Adolph Karoline Sinnhuber    | 52. Michal Štěpánek 8. Tereza Svobodová         | 8 10   | 26 28 | 73 67 |
| 2010 | Sebastian Halenke Jevgenia Kazbekova   | Loic Timmermans Anak Verhoeven      | David Firnenburg Andrea Pavlincová  | 29. Petr Čermák 8. Tereza Svobodová             |        |       | 69 62 |
| 2011 | Bernhard Röck Jessica Pilz             | Naoki Shimatani Jevgenia Kazbekova  | Keiichiro Korenaga Salomé Romain    | 17. Zdeněk Ustohal 12. Andrea Pavlincová        |        |       | 85 72 |
| 2012 | Anže Peharc Hannah Schubert            | Hannes Puman Aika Tadžima           | Georg Parma Mona Kellner            | —                                               |        |       | 56 48 |
| 2013 | Stefano Carnati Aika Tadžima           | Hugo Parmentier Emilie Gerhardt     | Sascha Lehmann Miwa Oba             | 19. Vojtěch Vlk —                               |        |       | 42 38 |
| 2014 | Kai Lightner Janja Garnbret            | Rudolph Ruana Asja Gollo            | I Min-jong Viktoriia Meshkova       | 19. Vojtěch Vlk —                               |        |       |       |
| 2015 | Sam Avezou Ašima Širaiši               | Harold Peeters Mia Krampl           | Pietro Biagini Laura Rogora         | 54. Aleš Maršík 7. Eliška Adamovská             |        |       |       |
| 2016 | Sam Avezou Ašima Širaiši               | Katsura Konishi Brooke Raboutou     | Hidemasa Nishida Laura Rogora       | — 22. Eliška Adamovská                          | 8      | 26 27 | 52 55 |
| 2017 | Colin Duffy Ai Mori                    | Alberto Ginés López Natsuki Tanii   | Hidemasa Nishida Futaba Itó         | 39.-40. Marek Jeliga 33.-35. Michaela Smetanová | 13 8   | 26 27 | 88 86 |

### Rychlost B
| rok  | zlato                                      | stříbro                            | bronz                                   | další pořadí                           | finále | semi | počet |
| ---- | ------------------------------------------ | ---------------------------------- | --------------------------------------- | -------------------------------------- | ------ | ---- | ----- |
| 2001 | Ivan Kalinine Barbara Baumann              | Olexiy Shulga Nataliia Stoliarova  | Nestor Carvajal Kateryna Busheva        | 14. Štěpán Stráník 7. Eliška Karešová  |        |      | 38 31 |
| 2002 | Leonel De Las Salas Sean McColl Tori Allen | - Anna Stöhr                       | Vasily Kozlov Eliška Karešová           | 15.-16. Libor Hroza —                  |        |      | 16    |
| 2005 | Alexander Stepanov Libby Hall              | Jernej Kruder Kseniya Polekhina    | Bence Gál Tiffany Hensley               | — 14. Anna Čermáková                   |        |      | 29 25 |
| 2006 | Eric Lopez Mateos Dinara Fachritdinovová   | Brian Furciniti Tiffany Hensley    | Brian Antheunisse Cassandra Zampar      | 4. Martin Šifra 39. Veronika Srholcová |        |      | 52 43 |
| 2007 | Andrey Shilenberg Dinara Fachritdinovová   | Bogdan Posmashnyy Stefanie Pichler | Isaac Estevez Rossi Gabazú              | — 30. Edita Vopatová                   | 8/4    | 16   | 30 34 |
| 2008 | Viacheslav Vedenchuk Taylor Clarkin        | Ivan Spitsyn Francesca Metcalf     | Josh Levin Cicada Jenerik               | —                                      | 8/4    | 16   | 29 30 |
| 2009 | Nikita Suyushkin Aleksandra Rudzińska      | Artem Savelyev Anna Wágnerová      | Sergei Luzhetskii Michela Facci         | 15. Michal Štěpánek —                  | 8/4    | 16   | 41 39 |
| 2010 | Georgy Artamonov Dana Riddle               | Sergei Luzhetskii Alexandra Elmer  | Alessandro Santoni Valeria Baranova     | 12. Jan Kříž 14. Karolína Nevělíková   |        |      | 34 35 |
| 2011 | Ruslan Fajzullin Polina Shelpakova         | Georgy Artamonov Alexandra Elmer   | Alessandro Santoni Anastasiia Klochkova | 4. Jan Kříž 16. Petra Vojířová         |        |      | 35 33 |
| 2012 | Alexandr Šikov Liesli Romero               | Danil Zakirov Nicole Mejia         | Maksim Diachkov Anastasiia Klochkova    | —                                      |        |      | 29 27 |
| 2013 | Vladislav Myznikov Darja Kanová            | Lev Rudatskiy Margarita Marsanova  | Kostiantyn Pavlenko Anastasia Manuylova | —                                      |        |      | 20 16 |
| 2014 | Carlos Granja Ekaterina Barashchuk         | Petr Zemliakov Sidney Trinidad     | Gian Luca Zodda Jelena Krasovská        | —                                      |        |      |       |
| 2015 | Petr Zemliakov Elisabetta Dallabrida       | Timur Yamaliev Karina Gareeva      | Leonardo Sandrin Jelena Krasovská       | 6. Matěj Burian 20. Hana Křížová       |        |      |       |
| 2016 | Almaz Nagaev Karina Gareeva                | Roman Bozhko Daria Kuznetsova      | Danil Ogorodnikov Giorgia Strazieri     | —                                      | 8/4    | 16   | 52 54 |
| 2017 | Jacopo Stefani Polina Kulagina             | Anton Kulba Daria Potapova         | Evgeny Kuzin Kamilla Kushaeva           | 60. Albert Musil 14. Tereza Cibulková  | 8/4    | 16   | 74 77 |

### Bouldering B
| rok  | zlato                       | stříbro                         | bronz                           | další pořadí                              | finále | semi  | počet |
| ---- | --------------------------- | ------------------------------- | ------------------------------- | ----------------------------------------- | ------ | ----- | ----- |
| 2015 | Filip Schenk Ašima Širaiši  | Keita Dohi Jelena Krasovská     | Lukas Franckaert Vita Lukan     | 39. Jakub Skočdopole 30. Sabina Večeřová  |        |       |       |
| 2016 | Nathan Martin Ašima Širaiši | Davide Marco Colombo Futaba Itó | Katsura Konishi Brooke Raboutou | — 28.-29. Eliška Adamovská                |        |       | 38 40 |
| 2017 | Rei Kawamata Futaba Itó     | Semen Ovčinnikov Natsuki Tanii  | Ryoei Nukui Saki Kikuchi        | 41.-43. Lukáš Doleček 27. Eliška Bulenová | 6      | 21 20 | 90 85 |

## Nejúspěšnější medailisté

### Chlapci
V roce 2006 se stal Kanaďan Sean McColl nejúspěšnějším (pětinásobným) zlatým medailistou na MSJ.
| Jméno               | Celkem | Junioři                             | Kat. A                              | Kat. B                              | Disciplíny            | Období    |
| ------------------- | ------ | ----------------------------------- | ----------------------------------- | ----------------------------------- | --------------------- | --------- |
| Sean McColl         | 5/0/0  | Zlatá medaile · Zlatá medaile       | Zlatá medaile · Zlatá medaile       | Zlatá medaile                       | obtížnost, rychlost   | 2002-2006 |
|                     |        |                                     |                                     |                                     |                       |           |
| Jakob Schubert      | 3/2/0  | Zlatá medaile · Zlatá medaile       | Zlatá medaile · Stříbrná medaile    | Stříbrná medaile                    | obtížnost             | 2005-2009 |
| Sebastian Halenke   | 3/1/0  | Stříbrná medaile                    | Zlatá medaile                       | Zlatá medaile · Zlatá medaile       | obtížnost             | 2009-2013 |
| Nikita Suyushkin    | 3/0/1  | Zlatá medaile · Zlatá medaile       | Bronzová medaile                    | Zlatá medaile                       | rychlost              | 2009-2013 |
| Bernhard Röck       | 3/0/1  | Zlatá medaile · Zlatá medaile       | Bronzová medaile                    | Zlatá medaile                       | obtížnost             | 2011-2015 |
| Roman Felix         | 3/0/0  | —                                   | Zlatá medaile                       | Zlatá medaile · Zlatá medaile       | obtížnost             | 1998-2000 |
| Adam Ondra          | 3/0/0  | —                                   | Zlatá medaile                       | Zlatá medaile · Zlatá medaile       | obtížnost             | 2007-2009 |
| Sergej Abdrachmanov | 3/0/0  | Zlatá medaile · Zlatá medaile       | Zlatá medaile                       | —                                   | rychlost              | 2007-2009 |
| Jošijuki Ogata      | 3/0/0  | Zlatá medaile · Zlatá medaile       | Zlatá medaile                       | —                                   | obtížnost, bouldering | 2015-2017 |
|                     |        |                                     |                                     |                                     |                       |           |
| Jorg Verhoeven      | 2/2/1  | Zlatá medaile · Stříbrná medaile    | Zlatá medaile · Stříbrná medaile    | Bronzová medaile                    | obtížnost             | 2000-2004 |
| Maksym Osypov       | 2/1/1  | Zlatá medaile · Bronzová medaile    | Zlatá medaile · Stříbrná medaile    | —                                   | rychlost              | 2005-2008 |
| Georgy Artamonov    | 2/1/1  | Zlatá medaile                       | Bronzová medaile                    | Zlatá medaile · Stříbrná medaile    | rychlost              | 2010-2015 |
| Alexandr Šikov      | 2/1/1  | Bronzová medaile                    | Zlatá medaile · Stříbrná medaile    | Zlatá medaile                       | rychlost              | 2012-2016 |
| Dmitrij Fakirjanov  | 2/1/0  | Zlatá medaile · Zlatá medaile       | Stříbrná medaile                    | —                                   | obtížnost             | 2011-2013 |
| Eric Lopez Mateos   | 2/0/2  | Bronzová medaile                    | Bronzová medaile                    | Zlatá medaile · Zlatá medaile       | obtížnost, rychlost   | 2006-2009 |
| David Lama          | 2/0/1  | —                                   | Bronzová medaile                    | Zlatá medaile · Zlatá medaile       | obtížnost             | 2004-2006 |
| Sači Amma           | 2/0/1  | Zlatá medaile                       | Zlatá medaile · Bronzová medaile    | —                                   | obtížnost, bouldering | 2005-2006 |
| Jure Raztresen      | 2/0/1  | Zlatá medaile · Bronzová medaile    | Zlatá medaile                       | —                                   | obtížnost             | 2010-2012 |
|                     |        |                                     |                                     |                                     |                       |           |
| Domen Škofic        | 1/2/1  | Stříbrná medaile · Bronzová medaile | Zlatá medaile                       | Stříbrná medaile                    | obtížnost, bouldering | 2009-2013 |
| Kai Lightner        | 1/2/1  | Bronzová medaile                    | Stříbrná medaile · Stříbrná medaile | Zlatá medaile                       | obtížnost, bouldering | 2014-2017 |
| Yves Hasbani        | 1/2/0  | Zlatá medaile · Stříbrná medaile    | Stříbrná medaile                    | —                                   | obtížnost             | 1997-1999 |
| Keita Dohi          | 1/2/0  | ?                                   | Zlatá medaile · Stříbrná medaile    | Stříbrná medaile                    | bouldering            | 2015-2017 |
| Thomas Tauporn      | 1/1/1  | Zlatá medaile                       | Stříbrná medaile · Bronzová medaile | —                                   | obtížnost             | 2007-2010 |
| Alessandro Santoni  | 1/0/3  | Bronzová medaile                    | Zlatá medaile                       | Bronzová medaile · Bronzová medaile | rychlost              | 2010-2014 |
| Fabien Comina       | 1/0/2  | Bronzová medaile                    | Bronzová medaile                    | Zlatá medaile                       | obtížnost             | 2003-2006 |
|                     |        |                                     |                                     |                                     |                       |           |
| Sergei Luzhetskii   | 0/3/2  | Bronzová medaile · Stříbrná medaile | Stříbrná medaile                    | Bronzová medaile · Stříbrná medaile | rychlost              | 2009-2014 |
| Artem Savelyev      | 0/3/0  | Stříbrná medaile                    | Stříbrná medaile                    | Stříbrná medaile                    | rychlost              | 2009-2013 |
| Michail Šalagin     | 0/2/1  | Stříbrná medaile                    | Stříbrná medaile · Bronzová medaile | —                                   | obtížnost             | 1998-2000 |
| Max Rudigier        | 0/2/1  | —                                   | Stříbrná medaile                    | Stříbrná medaile · Bronzová medaile | obtížnost             | 2007-2009 |
| Arman Ter-Minasyan  | 0/2/1  | Bronzová medaile                    | Stříbrná medaile                    | Stříbrná medaile                    | obtížnost, rychlost   | 2006-2010 |
| Loic Timmermans     | 0/2/1  | Stříbrná medaile                    | Bronzová medaile                    | Stříbrná medaile                    | obtížnost             | 2010-2014 |
| Lev Rudatskiy       | 0/2/1  | ?                                   | Stříbrná medaile · Bronzová medaile | Stříbrná medaile                    | rychlost              | 2013-2015 |
| Fabien Dugit        | 0/1/2  | Bronzová medaile · Bronzová medaile | Stříbrná medaile                    | —                                   | obtížnost             | 2000-2003 |
| Isaac Estevez       | 0/1/2  | —                                   | Stříbrná medaile · Bronzová medaile | Bronzová medaile                    | rychlost              | 2007-2009 |
| Hugo Parmentier     | 0/1/2  | ?                                   | Bronzová medaile · Bronzová medaile | Stříbrná medaile                    | obtížnost, bouldering | 2013-2015 |
| Vita Lukan          | 0/1/2  | ?                                   | Stříbrná medaile · Bronzová medaile | Bronzová medaile                    | obtížnost, bouldering | 2015-2016 |

### Dívky
- V roce 2001 získala Ukrajinka Olga Šalagina první čtyři zlaté medaile.
- V roce 2009 se stala Francouzka Charlotte Durif nejúspěšnější (pětinásobnou) zlatou medailistkou na MSJ.

| Jméno                  | Celkem | Junioři                                                             | Kat. A                                                        | Kat. B                                                        | Disciplíny            | Období    |
| ---------------------- | ------ | ------------------------------------------------------------------- | ------------------------------------------------------------- | ------------------------------------------------------------- | --------------------- | --------- |
| Ašima Širaiši          | 6/0/0  | ?                                                                   | Zlatá medaile · Zlatá medaile                                 | Zlatá medaile · Zlatá medaile · Zlatá medaile · Zlatá medaile | obtížnost, bouldering | 2015-2017 |
|                        |        |                                                                     |                                                               |                                                               |                       |           |
| Charlotte Durif        | 5/0/1  | Zlatá medaile · Bronzová medaile                                    | Zlatá medaile · Zlatá medaile                                 | Zlatá medaile · Zlatá medaile                                 | obtížnost             | 2004-2008 |
| Janja Garnbret         | 5/0/0  | ?                                                                   | Zlatá medaile · Zlatá medaile · Zlatá medaile · Zlatá medaile | Zlatá medaile                                                 | obtížnost, bouldering | 2014-2016 |
|                        |        |                                                                     |                                                               |                                                               |                       |           |
| Olga Šalagina          | 4/2/1  | Zlatá medaile · Zlatá medaile · Stříbrná medaile · Bronzová medaile | Zlatá medaile · Stříbrná medaile                              | Zlatá medaile                                                 | obtížnost, rychlost   | 1998-2002 |
| Dinara Fachritdinovová | 4/0/1  | Bronzová medaile                                                    | Zlatá medaile · Zlatá medaile                                 | Zlatá medaile · Zlatá medaile                                 | obtížnost, rychlost   | 2006-2010 |
|                        |        |                                                                     |                                                               |                                                               |                       |           |
| Jessica Pilz           | 3/2/1  | Stříbrná medaile · Stříbrná medaile · Bronzová medaile              | Zlatá medaile · Zlatá medaile                                 | Zlatá medaile                                                 | obtížnost, bouldering | 2011-2015 |
| Natalija Gros          | 3/2/0  | Zlatá medaile                                                       | Zlatá medaile · Stříbrná medaile                              | Zlatá medaile · Stříbrná medaile                              | obtížnost             | 1998-2002 |
| Johanna Ernst          | 3/1/0  | Stříbrná medaile                                                    | Zlatá medaile                                                 | Zlatá medaile · Zlatá medaile                                 | obtížnost             | 2006-2008 |
| Aleksandra Rudzińska   | 3/0/1  | Zlatá medaile                                                       | Zlatá medaile · Bronzová medaile                              | Zlatá medaile                                                 | rychlost              | 2009-2013 |
| Caroline Ciavaldini    | 3/0/0  | Zlatá medaile · Zlatá medaile                                       | Zlatá medaile                                                 | —                                                             | obtížnost             | 2002-2004 |
| Darja Kanová           | 3/0/0  | Zlatá medaile                                                       | Zlatá medaile                                                 | Zlatá medaile                                                 | rychlost              | 2013-2016 |
|                        |        |                                                                     |                                                               |                                                               |                       |           |
| Jana Čerešněvová       | 2/3/0  | Stříbrná medaile · Stříbrná medaile                                 | Zlatá medaile · Zlatá medaile · Stříbrná medaile              | —                                                             | obtížnost, rychlost   | 2005-2007 |
| Margo Hayes            | 2/2/0  | Zlatá medaile · Zlatá medaile                                       | Stříbrná medaile · Stříbrná medaile                           | —                                                             | obtížnost, bouldering | 2015-2016 |
| Magdalena Röck         | 2/1/1  | Zlatá medaile · Stříbrná medaile                                    | Zlatá medaile · Bronzová medaile                              | —                                                             | obtížnost             | 2010-2013 |
| Caroline Januel        | 2/1/0  | —                                                                   | Zlatá medaile · Zlatá medaile                                 | Stříbrná medaile                                              | obtížnost             | 2003-2005 |
| Momoka Oda             | 2/1/0  | Zlatá medaile                                                       | Stříbrná medaile                                              | Zlatá medaile                                                 | obtížnost             | 2008-2012 |
| Hannah Schubert        | 2/1/0  | Stříbrná medaile                                                    | Zlatá medaile                                                 | Zlatá medaile                                                 | obtížnost             | 2014-2016 |
|                        |        |                                                                     |                                                               |                                                               |                       |           |
| Anak Verhoeven         | 1/3/0  | Zlatá medaile                                                       | Stříbrná medaile · Stříbrná medaile                           | Stříbrná medaile                                              | obtížnost             | 2010-2015 |
| Aika Tadžima           | 1/2/2  | Stříbrná medaile · Bronzová medaile                                 | Bronzová medaile                                              | Zlatá medaile · Stříbrná medaile                              | obtížnost             | 2012-2017 |
| Katharina Posch        | 1/2/1  | Stříbrná medaile · Bronzová medaile                                 | Stříbrná medaile                                              | Zlatá medaile                                                 | obtížnost             | 2009-2013 |
| Marie Guillet          | 1/2/0  | Zlatá medaile · Stříbrná medaile                                    | Stříbrná medaile                                              | —                                                             | obtížnost             | 1992-1995 |
| Alina Gajdamakinová    | 1/2/0  | Zlatá medaile · Stříbrná medaile                                    | Stříbrná medaile                                              | —                                                             | rychlost              | 2007-2009 |
| Akijo Noguči           | 1/1/1  | Zlatá medaile                                                       | Stříbrná medaile · Bronzová medaile                           | —                                                             | obtížnost             | 2005-2008 |
| Kseniya Polekhina      | 1/1/1  | Bronzová medaile                                                    | Zlatá medaile                                                 | Stříbrná medaile                                              | rychlost              | 2005-2008 |
| Alexandra Ladurner     | 1/1/1  | Zlatá medaile                                                       | Bronzová medaile                                              | Stříbrná medaile                                              | obtížnost             | 2007-2010 |
| Hélène Janicot         | 1/1/1  | —                                                                   | Zlatá medaile · Stříbrná medaile                              | Bronzová medaile                                              | obtížnost             | 2008-2010 |
| Anouck Jaubert         | 1/1/1  | Zlatá medaile · Stříbrná medaile                                    | Bronzová medaile                                              | —                                                             | rychlost              | 2011-2013 |
| Futaba Itó             | 1/1/1  | ?                                                                   | ?                                                             | Zlatá medaile · Stříbrná medaile · Bronzová medaile           | obtížnost, bouldering | 2016-2017 |
|                        |        |                                                                     |                                                               |                                                               |                       |           |
| Sandrine Levet         | 0/3/0  | —                                                                   | Stříbrná medaile · Stříbrná medaile                           | Stříbrná medaile                                              | obtížnost             | 1997-1999 |
| Anna Stöhr             | 0/3/0  | Stříbrná medaile · Stříbrná medaile                                 | —                                                             | Stříbrná medaile                                              | obtížnost, rychlost   | 2002-2006 |
| Esther Bruckner        | 0/3/0  | Stříbrná medaile · Stříbrná medaile                                 | Stříbrná medaile                                              | —                                                             | rychlost              | 2010-2012 |
| Tiffany Hensley        | 0/2/2  | —                                                                   | Bronzová medaile                                              | Stříbrná medaile · Stříbrná medaile · Bronzová medaile        | obtížnost, rychlost   | 2005-2007 |
| Brooke Raboutou        | 0/2/2  | —                                                                   | Stříbrná medaile · Bronzová medaile                           | Stříbrná medaile · Bronzová medaile                           | obtížnost, bouldering | 2016-2017 |
| Angela Eiter           | 0/2/1  | —                                                                   | Stříbrná medaile · Bronzová medaile                           | Stříbrná medaile                                              | obtížnost             | 2001-2003 |
| Alexandra Elmer        | 0/2/1  | Bronzová medaile                                                    | —                                                             | Stříbrná medaile · Stříbrná medaile                           | rychlost              | 2010-2014 |
| Anastasiia Klochkova   | 0/1/2  | ?                                                                   | Stříbrná medaile                                              | Bronzová medaile · Bronzová medaile                           | rychlost              | 2011-2014 |
| Jelena Krasovská       | 0/1/2  | ?                                                                   | ?                                                             | Stříbrná medaile · Bronzová medaile · Bronzová medaile        | rychlost, bouldering  | 2014-2015 |
| Anne Hoarau            | 0/0/3  | Bronzová medaile · Bronzová medaile                                 | Bronzová medaile                                              | —                                                             | obtížnost, rychlost   | 2006-2007 |
| Julia Chanourdie       | 0/0/3  | Bronzová medaile · Bronzová medaile                                 | Bronzová medaile                                              | —                                                             | obtížnost             | 2013-2015 |